# Вязище (Новгородская область)
Вязище — деревня в Солецком районе Новгородской области.

## География
Находится в западной части Новгородской области на расстоянии приблизительно 12 км на юго-запад по прямой от районного центра города Сольцы на берегу речки Колешовка.

## История
Деревня отмечалась еще на карте 1840 года. В 1877 году здесь (деревня Порховского уезда Псковской губернии) было учтено 32 двора. До 2020 года входила в состав Горского сельского поселения до его упразднения.

## Население
Численность населения: 171 человек (1909 год), 70 (русские 96 %) в 2002 году, 49 в 2010.